# Cerro Castor
Cerro Castor är ett berg i Argentina.   Det ligger i provinsen Eldslandet, i den södra delen av landet, 2 400 km söder om huvudstaden Buenos Aires. Toppen på Cerro Castor är 1 057 meter över havet.
Terrängen runt Cerro Castor är huvudsakligen kuperad. Runt Cerro Castor är det mycket glesbefolkat, med 6 invånare per kvadratkilometer.. Det finns inga samhällen i närheten. 
I omgivningarna runt Cerro Castor växer i huvudsak blandskog.